# Кочкарка (приток Кабанки)
Кочка́рка — река в Пластовском районе Челябинской области России. Правый приток реки Кабанка (бассейн Тобола). Длина — 11 км. Ширина — до 3 м.
Исток южнее упраздненного посёлка Стафеево. Впадает в реку Кабанка рядом с посёлком Кочкарь.
Есть один небольшой приток.
На Кочкарке расположено водохранилище для питания города Пласт. Местами река пересыхает.

## Название
В источниках название записано в форме Качкар, Кочкар. Слово в своей основе тюркское, восходит к распространенному мужскому имени Кошкар, Кускар, Кочкар, Кушкар — «племенной баран». Имя отражает бытовавший в прошлом культ домашних животных. Такого же происхождения и название.